# Smittinella rubrilingulata
Smittinella rubrilingulata är en mossdjursart som beskrevs av Rogick 1956. Smittinella rubrilingulata ingår i släktet Smittinella och familjen Smittinidae. Inga underarter finns listade i Catalogue of Life.